# Herbulotina maderae
Herbulotina maderae is een vlinder uit de familie spanners (Geometridae). De wetenschappelijke naam is voor het eerst geldig gepubliceerd in 1971 door Pinker.
De soort komt voor in Europa.